# Contenu phénolique du vin

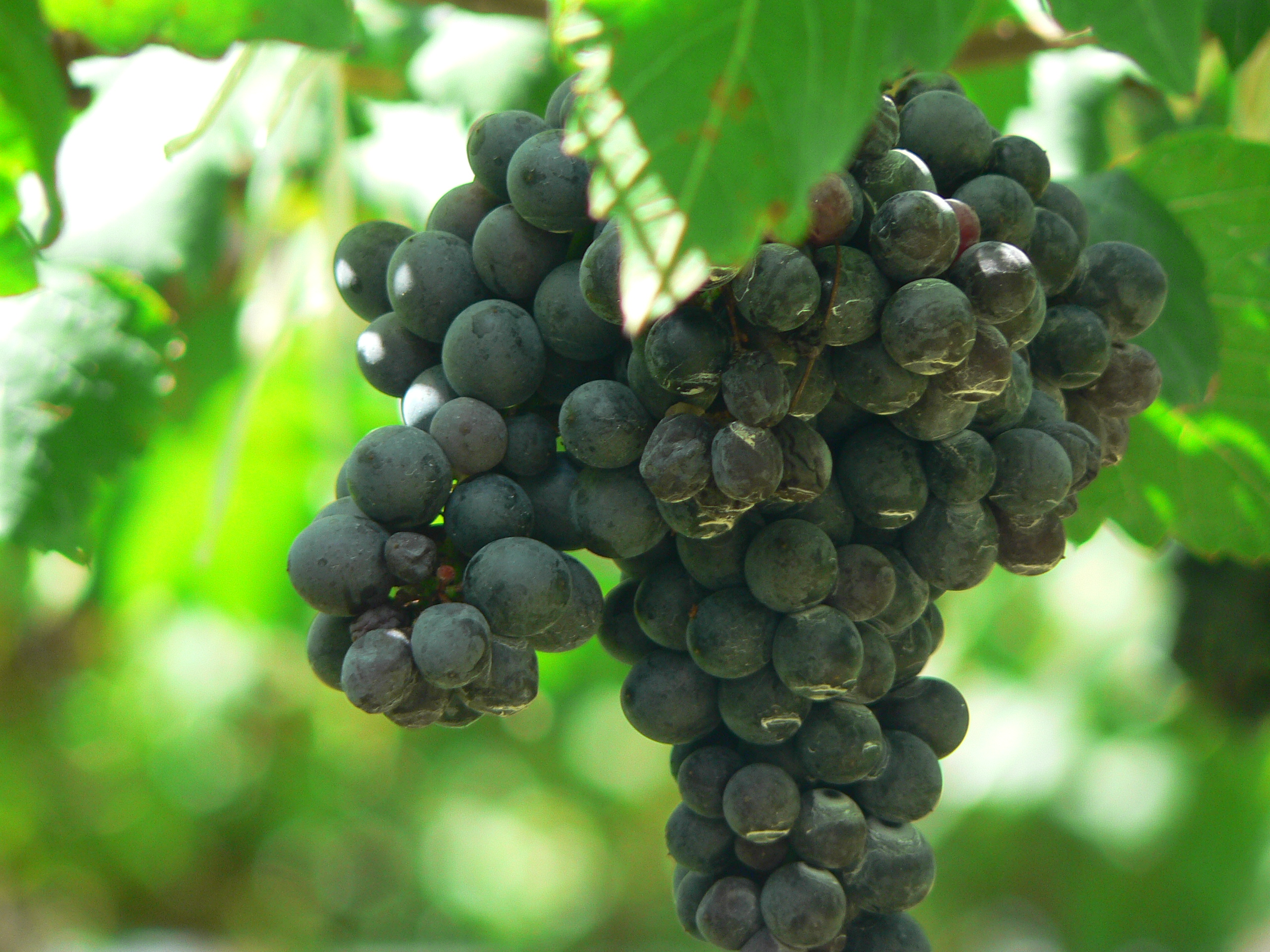
Les composés phénoliques contenus dans les raisins de Syrah contribuent au goût, à la couleur et à la sensation en bouche du vin.

Le contenu phénolique du vin est l'ensemble des composés phénoliques — phénols naturels et polyphénols —, soient plusieurs centaines de composés chimiques affectant le goût, la couleur et la sensation en bouche du vin. Ces composés comprennent les acides phénoliques, les stilbénoïdes, les flavonols, les dihydroflavonols, les anthocyanes, les monomères de flavanols (catéchines) et les polymères de flavanols (proanthocyanidines). Ce grand groupe de phénols naturels peut être divisé en flavonoïdes et non-flavonoïdes. Les flavonoïdes comprennent les anthocyanes et les tanins qui contribuent à la couleur et à la sensation en bouche du vin. Les non-flavonoïdes comprennent les stilbénoïdes tels que le resvératrol et les acides phénoliques tels que les acides benzoïque, caféique et cinnamique.
La maturation de ces polyphénols est atteinte lorsque les pellicules sont riches en anthocyanes, en tanins peu astringents et que les pépins sont relativement pauvres en tanins astringents. Elle correspond à la maturité polyphénolique ou maturité tannique du raisin.

## Origine des composés phénoliques
Les phénols naturels ne sont pas répartis uniformément dans le fruit. Les acides phénoliques sont largement présents dans la pulpe, les anthocyanes et les stilbénoïdes sont issus de la peau et d'autres phénols (catéchines, proanthocyanidines et flavonols) eux viennent plutôt de la peau et des pépins. Au cours du cycle de croissance de la vigne, la lumière solaire augmentera la concentration des composés phénoliques dans les baies de raisin, leur développement constituant un élément important de la gestion du couvert. La proportion des différents phénols dans un même vin variera donc selon le type de vinification. Le vin rouge est plus riche en phénols, tels que les anthocyanes, les proanthocyanidines et les flavonols, et sont abondants dans la peau et les pépins. Tandis que pour le vin blanc les phénols proviennent essentiellement de la pulpe dont sont issus des acides phénoliques et des catéchines et des stilbènes en quantités inférieures. Les vins rouges possèdent les mêmes phénols que ceux présents dans les vins blancs.
Au cours du vieillissement, les phénols simples du vin se transforment en molécules complexes formées notamment par la condensation des proanthocyanidines et des anthocyanes, ce qui explique la modification de la couleur. Les anthocyanes réagissent avec les catéchines, les proanthocyanidines et d'autres composants du vin pendant le vieillissement du vin pour former de nouveaux pigments polymères, ce qui entraîne une modification de la couleur du vin et une moindre astringence,. La teneur moyenne en polyphénols mesurée par la méthode Folin est de 216 mg/100 ml pour le vin rouge et de 32 mg/100 ml pour le vin blanc. La teneur en phénols du vin rosé (82 mg/100 ml) est intermédiaire entre celle des vins rouges et blancs.
En vinification, la macération est utilisée pour augmenter la concentration en phénols dans le vin. Les acides phénoliques se trouvent dans la pulpe ou le jus du vin et peuvent être trouvés couramment dans les vins blancs qui ne passent généralement pas par une phase de macération. Le processus de vieillissement en fûts de chêne peut également introduire des composés phénoliques dans le vin, notamment la vanilline qui ajoute un arôme de vanille aux vins.
La plupart des phénols de vin sont classés comme métabolites secondaires et on ne pensait pas qu'ils étaient actifs dans le métabolisme primaire et la fonction de la vigne. Cependant, il existe des preuves que dans certaines plantes, les flavonoïdes jouent un rôle de régulateur endogène du transport de l'auxine. Ils sont solubles dans l'eau et sont généralement sécrétés dans la vacuole de la vigne sous forme de glycosides.

## Polyphénols de raisin
Vitis vinifera produit de nombreux composés phénoliques. Il y a un effet variétal sur la composition relative.

### Flavonoïdes

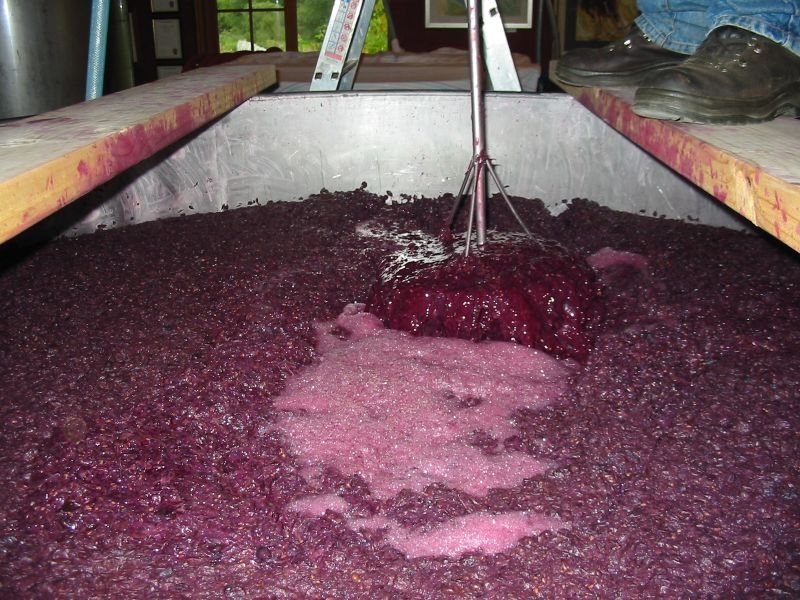
Le processus de macération ou de contact prolongé avec la peau permet l'extraction de composés phénoliques (y compris ceux qui forment la couleur du vin) des peaux du raisin dans le vin.

Dans le vin rouge, jusqu'à 90 % du contenu phénolique du vin relève de la classification des flavonoïdes. Ces phénols, principalement dérivés des rafles, des pépins et des peaux, sont souvent extraits du raisin pendant la période de macération de la vinification. La quantité de phénols s'étant diffusé dans le vin est appelée extraction. Ces composés contribuent à l'astringence, à la couleur et à la sensation en bouche du vin. Dans les vins blancs, la quantité de flavonoïdes est réduite en raison du moindre contact reçu avec les peaux pendant la vinification. Des études sont en cours sur les bienfaits pour la santé du vin dérivé des propriétés antioxydantes et chimiopréventives des flavonoïdes.

#### Flavonols
Dans la catégorie des flavonoïdes, on trouve une sous-catégorie appelée flavonols, qui comprend le pigment jaune — la quercétine. Comme d'autres flavonoïdes, la concentration de flavonols dans les baies de raisin augmente à mesure qu'ils sont exposés au soleil. Certains viticulteurs mesurent les quantités de flavonols, tels que la quercétine, comme un indicateur de l'exposition au soleil d'un vignoble et de l'efficacité des techniques de gestion du couvert.

#### Anthocyanes
Les anthocyanes sont des composés phénoliques présents dans tout le règne végétal. Ils sont fréquemment responsables des couleurs bleues à rouges des fleurs, des fruits et des feuilles. Dans les raisins, ils se développent au stade de la véraison lorsque la peau des cépages rouges change de couleur passant du vert au rouge jusqu'au noir. Au fur et à mesure que les sucres dans le raisin augmentent pendant la maturation, il en va de même pour la concentration en anthocyanes. Dans la plupart des raisins, les anthocyanes ne se trouvent que dans les couches cellulaires externes de la peau, laissant le jus de raisin à l’intérieur pratiquement incolore. Par conséquent, pour obtenir une pigmentation de couleur dans le vin, le moût de fermentation doit être en contact avec les peaux de raisin pour que les anthocyanes soient extraits. Ainsi, le vin blanc peut être fabriqué à partir de raisins rouges de la même manière que de nombreux vins mousseux blancs sont élaborés à partir des raisins rouges de pinot noir et de pinot meunier. L'exception à cette règle est la petite classe de raisins connus sous le nom de teinturiers, tels que l'alicante Bouschet, qui contiennent une petite quantité d'anthocyanines dans la pulpe qui produit du jus pigmenté.
Il existe plusieurs types d'anthocyanes (comme le glycoside) présents dans les raisins de cuve, responsables de la vaste gamme de colorations allant du rouge rubis au noir foncé que l'on trouve dans les raisins de cuve. Les ampélographes peuvent utiliser cette observation pour aider à l'identification de différents cépages. La famille européenne des vignes Vitis vinifera se caractérise par des anthocyanes composées d'une seule molécule de glucose, tandis que les vignes autres que les vinifera telles que les hybrides et la vitis labrusca auront des anthocyanes à deux molécules. Ce phénomène est dû à une double mutation de l'anthocyanine 5-O-glucosyltransférasegène de V. vinifera. Au milieu du XXe siècle, les ampélographes français ont utilisé ces connaissances pour tester les différentes variétés de vigne dans toute la France afin d'identifier les vignobles qui contenaient encore des plantations non vinifera.
On sait également que les variétés de raisin à baies rouges ne synthétisent pas d'anthocyanes para-coumaroylés ou acétylés, contrairement aux autres variétés.

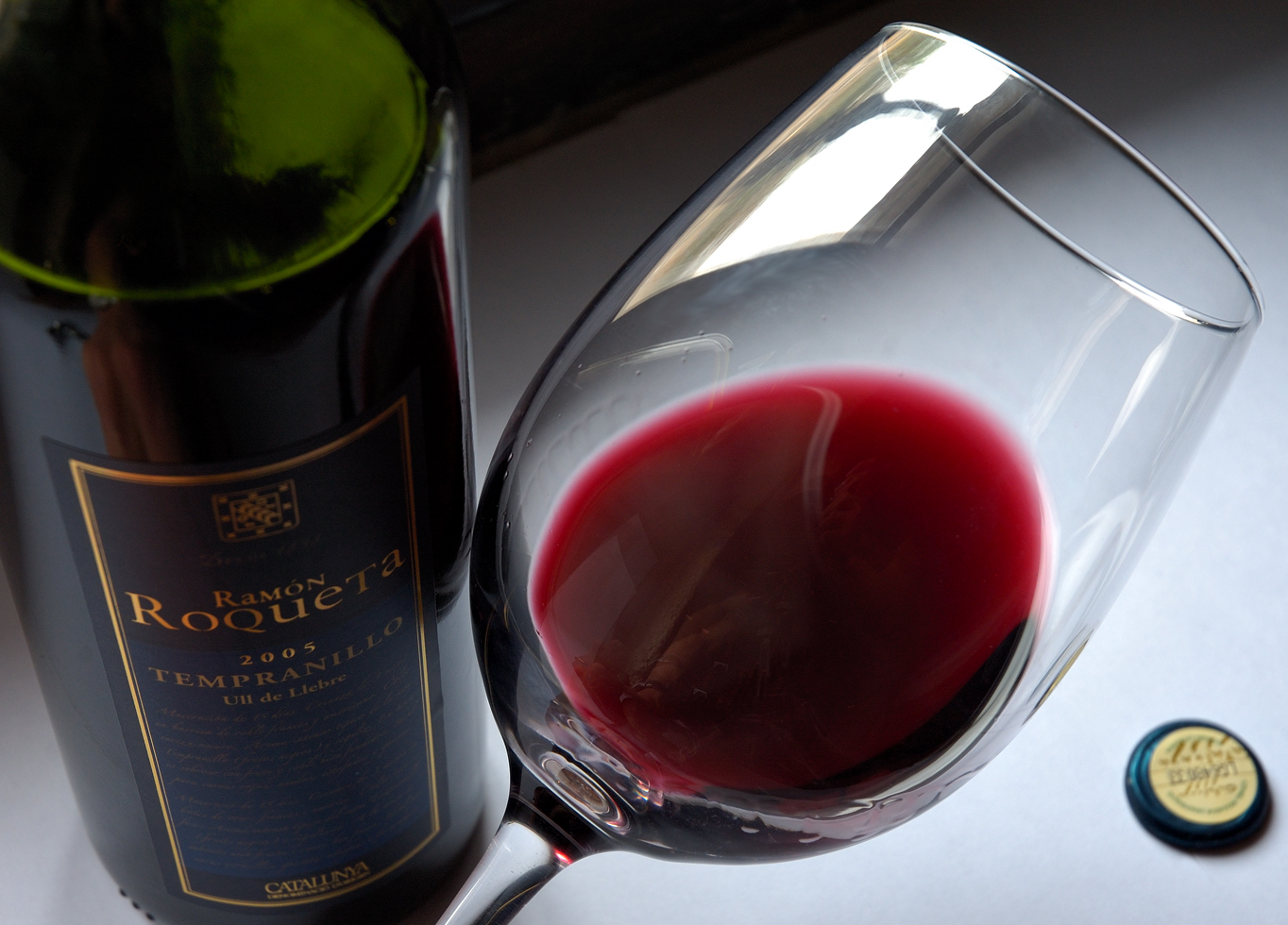
Le tempranillo a un pH élevé, ce qui signifie qu'il y a une plus grande concentration de pigments anthocyaniques bleus et incolores dans le vin. La coloration du vin qui en résulte aura plus de teintes bleues que de vives teintes rouge rubis.

La variation de couleur dans le vin rouge fini provient en partie de l'ionisation des pigments anthocyaniques provoquée par l'acidité du vin. Dans ce cas, les trois types de pigments anthocyaniques sont rouges, bleus et incolores avec la concentration de ces différents pigments qui dictent la couleur du vin. Un vin avec un pH faible (et une plus grande acidité) aura une plus grande présence d'anthocyanes ionisés, ce qui augmente la quantité de pigments rouge vif. Les vins ayant un pH plus élevé auront une concentration plus élevée de pigments bleus et incolores. À mesure que le vin vieillit, les anthocyanes réagissent avec d’autres acides et composés dans les vins tels que les tanins, l’acide pyruvique et l’éthanal, ce qui fait changer la couleur du vin et lui faisant développer plus de teintes « rouge brique ». Ces molécules se lient pour créer des polymères qui finissent par dépasser leur solubilité et par devenir des sédiments au fond des bouteilles de vin. Les pyranoanthocyanines sont des composés chimiques formés dans les vins rouges par la levure lors des processus de fermentation, lors des processus d'oxygénation contrôlée ou lors du vieillissement du vin.

#### Tanins
Les tanins se réfèrent au groupe diversifié de composés chimiques dans le vin qui peuvent affecter la couleur, la capacité de vieillissement et la texture du vin. Alors que les tanins ne développent aucune saveur en bouche et aucun arôme au nez lors de la dégustation, ils peuvent être perçus par la sensation de sécheresse et d'amertume qu'ils peuvent laisser en bouche. Cela est dû à la tendance des tanins à réagir avec les protéines, telles que celles que l'on trouve dans la salive. Dans les accords mets/vins, les aliments riches en protéines (comme la viande rouge) sont souvent associées à des vins tanniques pour minimiser l’astringence des tanins. Cependant, de nombreux buveurs de vin considèrent que la perception des tanins est un trait positif, surtout en ce qui concerne la sensation en bouche. La gestion des tanins dans le processus de vinification est un élément clé de la qualité obtenue.
Les tanins se trouvent dans la peau, les rafles et les pépins des raisins de cuve, mais peuvent également être introduits dans le vin en utilisant des fûts de chêne et des copeaux ou en ajoutant de la poudre de tanin. Les tanins naturels présents dans les raisins sont connus sous le nom de proanthocyanidines en raison de leur capacité à libérer des pigments d'anthocyanes rouges lorsqu'ils sont chauffés dans une solution acide. Les extraits de raisin sont principalement riches en monomères et en petits oligomères (degré de polymérisation moyen inférieur à huit). Les extraits de pépins de raisin contiennent trois monomères (catéchine, épicatéchine et gallate d'épicatéchine) et des oligomères de procyanidine. Les extraits de peau de raisin contiennent quatre monomères (catéchine, épicatéchine, gallocatéchine et épigallocatéchine), ainsi que des procyanidines et des oligomères de prodelphinidines. Les tanins sont formés par des enzymes lors des processus métaboliques de la vigne. La quantité de tanins présents naturellement dans les raisins varie en fonction de la variété. Le Cabernet Sauvignon, le Nebbiolo, le Syrah et le Tannat sont 4 des variétés de raisin les plus tanniques. La réaction des tanins et des anthocyanes avec les catéchines, un composé phénolique, crée une autre classe de tanins appelés tanins pigmentés qui influencent la couleur du vin rouge. Les tanins dérivés du chêne sont appelés « tanins hydrolysables » et sont créés à partir de l'acide ellagique et de l'acide gallique présent dans le bois.

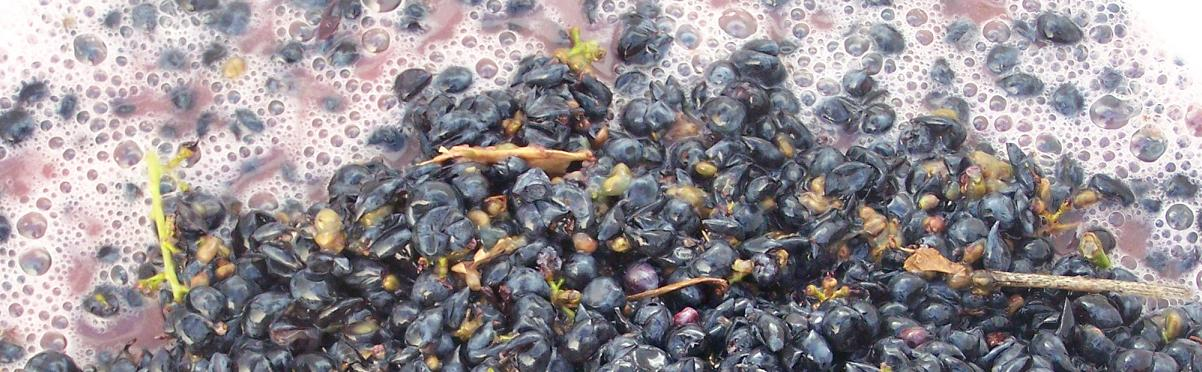
La fermentation avec la rafle, les pépins et la peau augmentera la teneur en tanin du vin.

Dans les vignes, on distingue également de plus en plus les tanins « mûrs » et « non mûrs » présents dans le raisin. Cette « maturité physiologique », déterminée grossièrement par la dégustation des raisins de la vigne, est utilisée avec les taux de sucre pour déterminer le moment de la récolte. L'idée est que les tanins mûrs auront un goût plus doux mais donneront tout de même certains des composants de texture trouvés favorables au vin. En vinification, la quantité de temps que le moût passe au contact des peaux, des rafles et des pépins de raisin influencera la quantité de tanins présents dans le vin avec les vins soumis à une macération plus longue avec plus d'extrait de tanin. Après la récolte, les rafles sont normalement prélevées et jetées avant la fermentation, mais certains viticulteurs peuvent intentionnellement laisser quelques rafles des variétés à faible teneur en tanins (comme le pinot noir) afin d'augmenter l'extraction tannique du vin. S'il y a un excès de tanins dans le vin, les viticulteurs peuvent utiliser divers agents de collage comme l'albumine, la caséine et la gélatine qui peuvent se lier à la molécule des tanins et les précipiter sous forme de sédiments. Au fur et à mesure que le vin vieillit, les tanins formeront de longues chaînes polymérisées qui se présenteront comme plus tendres et moins tanniques. Ce processus peut être accéléré en exposant le vin à l'oxygène, qui oxyde les tanins en composés apparentés aux quinones et qui sont sujets à la polymérisation. La technique de vinification de la micro-oxygénation et de la décantation du vin utilise l'oxygène pour reproduire partiellement l'effet du vieillissement sur les tanins.
Une étude sur la production et la consommation du vin a montré que les tanins, sous forme de proanthocyanidines, ont un effet bénéfique sur la santé vasculaire. L'étude a montré que les tanins supprimaient la production de peptide responsable du durcissement des artères. Pour étayer leurs conclusions, l'étude souligne également que les vins des régions du sud-ouest de la France et de la Sardaigne sont particulièrement riches en proanthocyanidines et que ces régions produisent également des populations ayant une durée de vie plus longue.
Les réactions des tanins avec les anthocyanidines, un composé phénolique, créent une autre classe de tanins appelés tanins pigmentés qui influencent la couleur du vin rouge.

##### Ajout de tanins œnologiques
Des préparations commerciales de tanins, appelées tanins œnologiques, fabriqués à partir de bois de chêne, de peaux et de pépins de raisin, de galle de plantes ou de fruits du châtaignier, du quebracho, du gambier et du myrobalan peuvent être ajoutés aux différentes étapes de la production du vin pour améliorer la durabilité de la couleur.

##### Effets des tanins sur la buvabilité et le potentiel de vieillissement du vin
Les tanins sont un conservateur naturel du vin. Les vins jeunes à forte teneur en tanins peuvent être moins facilement buvable que les vins moins tanniques. Les tanins peuvent être décrits comme laissant une sensation de sécheresse en bouche, la langue devient râpeuse. Ils provoquent une crispation des muqueuses d'où une impression d'âpreté, de rugosité, d'astringence. Cette impression peut être comparée à celle du thé trop infusé qui est également très tannique. Cet effet est particulièrement sensible lorsque l'on boit des vins tanniques sans les accompagner d'aliments.
De nombreux amateurs de vin voient les tanins naturels (particulièrement présents dans les cépages tels que le Cabernet Sauvignon et souvent accentués par le vieillissement en fûts de chêne) comme un signe de longévité et d'agilité potentielles. Les tanins donnent une astringence lorsque le vin est jeune, mais se transforment (par un processus chimique appelée polymérisation) en éléments délicieux et complexes lorsque le vin est conservé en cave dans des conditions de température appropriées, de préférence entre 13 °C et 16 °C. De tels vins s'assouplissent et s'améliorent avec l'âge avec une « colonne vertébrale » tannique qui aide certains vins à pouvoir vieillir jusqu'à quarante ans et plus. Dans de nombreuses régions (comme le Bordelais), les raisins tanniques tels que le Cabernet Sauvignon sont mélangés avec des raisins à faible teneur en tanins tels que le merlot ou le cabernet franc, ce qui dilue les caractéristiques tanniques. Les vins blancs et les vins qui sont vinifiés pour être bu jeunes (comme les vins primeurs) ont généralement des niveaux de tanin plus faibles.

### Autres flavonoïdes
Les flavan-3-ols (catéchines) sont des flavonoïdes qui contribuent à la construction de divers tanins et contribuent à la perception de l'amertume dans le vin. Ils se trouvent dans les plus fortes concentrations dans les pépins de raisin, mais sont également présents dans la peau et les rafles. Les catéchines jouent un rôle dans la défense microbienne de la baie de raisin. elles sont produites à des concentrations plus élevées par les vignes lorsqu'elles sont attaquées par des maladies du raisin telles que le mildiou. C'est pour cette raison que les vignes des climats frais et humides produisent des catéchines à des niveaux plus élevés que celles des climats secs et chauds. Avec les anthocyanes et les tanins, ils augmentent la stabilité de la couleur des vins, ce qui signifie que le vin pourra conserver sa couleur plus longtemps. La quantité de catéchines présentes varie selon les cépages, les cépages tels que le pinot noir ont des concentrations élevées, tandis que pour le merlot et surtout la syrah les concentrations sont très faibles. En tant qu'antioxydant, il existe des études sur les avantages pour la santé d'une consommation modérée de vins riches en catéchines.
Dans les raisins rouges, le principal flavonol est la quercétine, suivie de la myricétine, du kaempférol, de la laricitrine, de l’isorhamnétine et de la syringétine. Dans les raisins blancs, le principal flavonol est la quercétine, suivie du kaempférol et de l'isorhamnétine. Les flavonols de type delphinidine, myricétine, laricitrine et syringétine, sont absents chez toutes les variétés blanches, ce qui indique que l'enzyme flavonoïde 3 ', 5'-hydroxylase n'est pas exprimée dans les cépages blancs.
On retrouve dans le vin rouge les flavonols myricétine, laricitrine et syringétine, qui sont présents uniquement dans les cépages rouges.

### Non-flavonoïdes

#### Acides hydroxycinnamiques
Les acides hydroxycinnamiques constituent le groupe le plus important de phénols non flavonoïdes dans le vin. Les quatre acides les plus abondants sont les esters de l'acide tartrique trans-caftarique, cis- et trans-coutarique et les acides trans-fertariques. Dans le vin, ils sont également présents sous forme libre (acides trans-caféiques, acides trans-p-coumariques et trans-féruliques).

#### Stilbénoïdes
V. vinifera produit également des stilbénoïdes.
Le resvératrol se trouve dans la plus forte concentration dans les peaux de raisins de cuve. L'accumulation dans les baies mûres de différentes concentrations de resvératrols liés et libres dépend du niveau de maturité et est très variable selon le génotype. Les cépages rouges et les cépages blancs contiennent tous deux du resvératrol, mais un contact avec les peaux et une macération plus longue conduisent à des vins rouges contenant généralement dix fois plus de resvératrol que les vins blancs. Le resvératrol produit par la vigne fournit une défense contre les microbes et la production peut être stimulée artificiellement par le rayonnement ultraviolet. Les vignes dans les régions fraîches et humides, telles que Bordeaux et Bourgogne, présentent un risque plus élevé de maladies du raisin et ont tendance à produire des raisins avec des niveaux plus élevés de resvératrol que dans des régions vinicoles plus chaudes et plus sèches telles que la Californie et l’Australie. Les différents cépages possèdent des niveaux très variables de resvératrol, les muscadines et la famille des pinots en contiennent des niveaux élevés, tandis que la famille des cabernets présente des niveaux bas. À la fin du XXe siècle, le débat sur le paradoxe français concernant la santé des buveurs de vin en France a suscité un intérêt concernant les effets bénéfiques possibles du resvératrol sur la santé.
Le picéatannol est également présent dans le raisin d'où il peut être extrait et se retrouver donc dans le vin rouge.

#### Acides phénoliques
La vanilline est un aldéhyde phénolique le plus souvent associé aux notes de vanille dans les vins vieillis en fûts de chêne. Des traces de vanilline se retrouvent naturellement dans le raisin, mais elles sont surtout présentes dans la structure de la lignine des fûts de chêne. Les tonneaux plus récents donneront plus de vanilline, la concentration présente diminuant à chaque utilisation ultérieure.

## Phénols issus du vieillissement en fûts de chêne

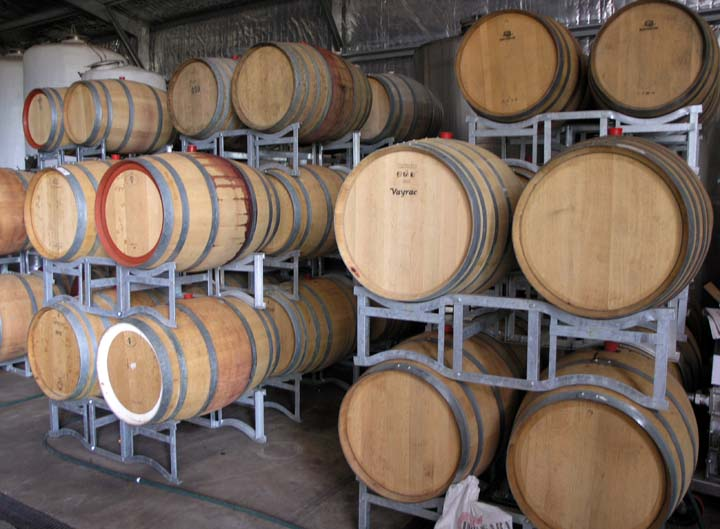
Les composés phénoliques tels que les tanins et la vanilline peuvent être extraits du vieillissement en fûts de chêne.

Le fût de chêne ajoutera des composés tels que la vanilline et les tanins hydrolysables (ellagitanins). Les tanins hydrolysables présents dans le chêne proviennent de structures de lignine dans le bois. Ils aident à protéger le vin contre l'oxydation et la réduction.
Le 4-éthylphénol et le 4-éthylgaïacol sont produits pendant le vieillissement du vin rouge en fûts de chêne infectés par des Brettanomyces.

## Phénols et polyphénols naturels issus de bouchons de liège

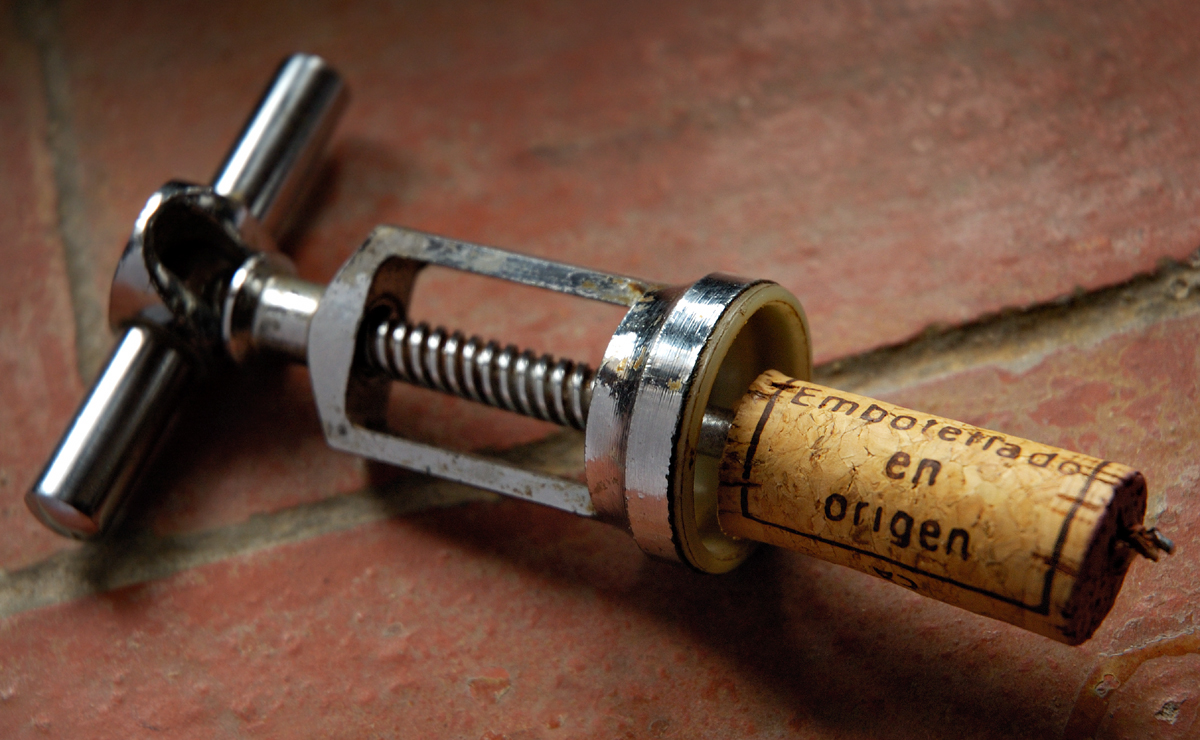
Bouchon en liège avec l'inscription « Embouteillé à l'origine » en espagnol.

Les polyphénols de faible poids moléculaire, ainsi que les élagitanins, sont susceptibles d'être extraits des bouchons de liège dans le vin. Les polyphénols identifiés sont les acides gallique, protocatéchique, vanillique, caféique, férulique et ellagique ; aldéhydes protocatéchiques, vanilliques, coniféryliques et sinapaldéhydes ; les coumarines esculétine et scopolétine ; les ellagitanins sont les roburines A et E, la grandinine, la vescalagine et la castalagine.
Le guaiacol est l'une des molécules responsables du goût de bouchon.

## Contenu phénolique en relation avec les techniques de vinification

### Niveaux d'extraction en relation avec les techniques de pressurage du raisin
Le flash détente est une technique utilisée dans le pressurage du vin. La technique permet une meilleure extraction des composés phénoliques.

### Micro-oxygénation
L'exposition du vin à l'oxygène en quantité limitée affecte le contenu phénolique.

## Liste de composés phénoliques

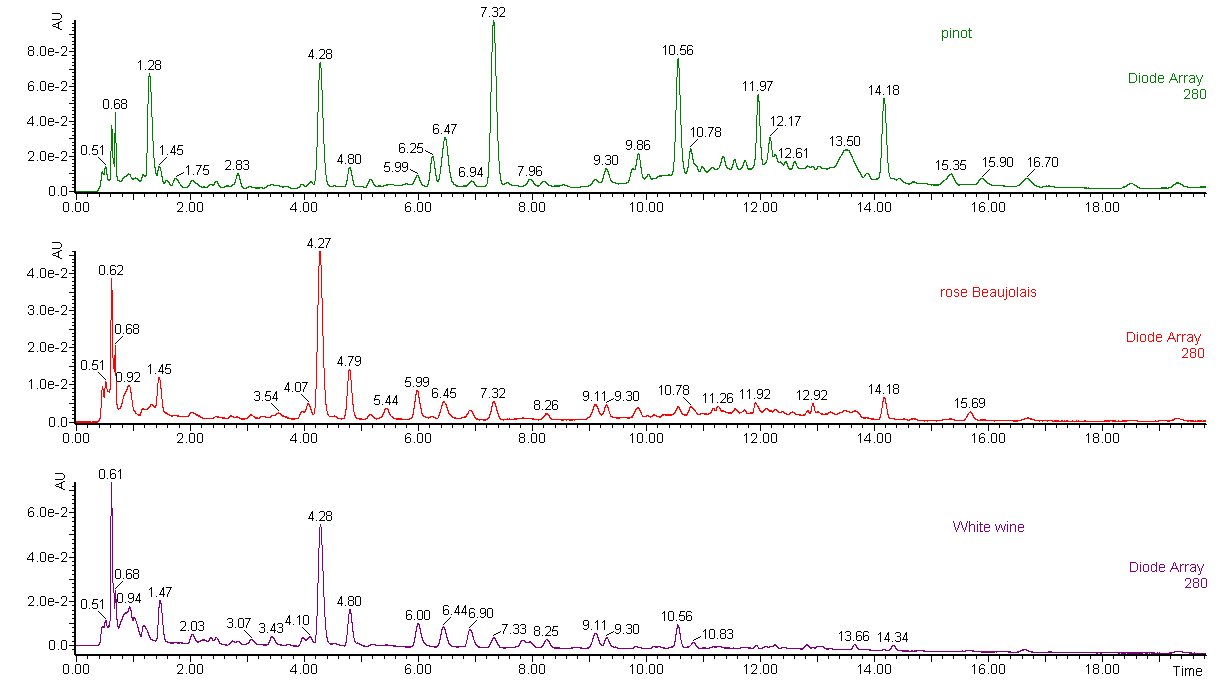
Chromatogrammes LC à 280 nm d'un vin rouge de pinot (en haut), d'un rosé du Beaujolais et d'un vin blanc (en bas). L'image montre des pics correspondant aux différents composés phénoliques. La bosse entre 9 et 15 min correspond à la présence de tanins, principalement présents dans le vin rouge.

Selon les méthodes de production, le type de vin, les cépages, les processus de vieillissement, les composés phénoliques suivants (liste non exhaustive) peuvent être trouvés dans le vin.
- Acide caféique
- Acide caftarique
- Acide coumarique[41]
- Acide coutarique
- Acide cyanidine-3-O-acétylglucoside-pyruvique
- Acide cyanidine-3-O-glucoside-pyruvique
- Acide cyanidine-coumaroylglucoside-pyruvique
- Acide delphinidine-3-O-coumaroylglucoside-pyruvique
- Acide delphinidine-3-O-glucoside-pyruvique
- Acide ellagique
- Acide fertarique
- Acide férulique
- Acide gallique[41]
- Acide gentisique
- Acide parahydroxybenzoïque
- Acide malvidine-3-O-acétylglucoside-pyruvique
- Acide péonidine-3-O-glucoside-pyruvique
- Acide péonidine-3-O-acétylglucoside-pyruvique
- Acide péonidine-3-O-coumaroylglucoside-pyruvique
- Acide protocatéchique
- Acide sinapinique
- Acide syringique
- Acide vanillique
- Acutissimine A
- Adduits d'anthocyanidine-acide caftarique[42],[43]
- Aesculétine
- Aldéhyde coniférylique
- Aldéhyde protocatéchique
- Aldéhyde sinapique
- Astilbine
- Astragaline (3-O-glucoside du kaempférol)
- Astringine
- Castalagine
- Castavinol C1
- Castavinol C2
- Castavinol C3
- Castavinol C4
- Catéchine[41]
- Catéchine-(4,8)-malvidine-3-O-glucoside[44]
- Composé NJ2
- Cyanidine
- Cyanine (Cyanidine-3,5-O-diglucoside)
- Cyanidine 3-glucoside
- Cyanidine acétyl-3-O-glucoside
- Cyanidine Coumaroyl-3-O-glucoside
- Delphinidine
- Delphinidine-3-O-glucoside
- Delphinidine acétyl-3-O-glucoside
- Delphinidine coumaroyl-3-O-glucoside
- Dimères de proanthocyanidines de type B
- Dimère de vinylpyranomalvidin-3-O-glucoside-procyanidine
- Dimère de vinylpyranoMv-3-coumaroylglucoside-procyanidine
- Delphinidine-3-O-acétylglucoside-pyruvique
- Delphinidine-3-O-glucoside-4-vinylcatéchol
- Delphinidine-3-O-acétylglucoside-4-vinylcatéchol
- Delphinidine-3-O-coumaroylglucoside-4-vinylcatéchol
- Delphinidine-3-O-glucoside-4-vinylphénol
- Delphinidine-3-O-acétylglucoside-4-vinylphénol
- Delphinidine-3-O-coumaroylglucoside-4-vinylphénol
- Delphinidine-3-O-glucoside-4-vinylguaiacol
- Delphinidine-3-O-glucoside-4-vinyl (épi) catéchine
- Delphinidine-3-O-acétylglucoside-4-vinyl (épi) catéchine
- delta-Viniférine
- Dihydroresvératrol[45]
- Engelétine
- Gallate d'épicatéchine
- Gallocatéchol
- Epsilon-viniférine
- Cafféate d'éthyle
- Protocatéchuate d'éthyle
- 4-Éthylgaïacol
- 4-Éthylphénol
- Gallate d'éthyle
- Gallate de méthyle
- Grandinine
- Gaïacol
- Hopeaphénol
- Isorhamnetol 3-glucoside
- Kaempférol
- Kaurférol glucuronide
- Malvidine
- Malvidine-3-O-glucoside (œnine)
- Malvidine acétyl-3-O-glucoside
- Malvidine caféoyl-3-O-glucoside
- Malvidine coumaroyl-3-O-glucoside
- Malvidine glucoside-éthyl-catéchine
- Malvidine-3-O-glucoside-acide pyruvique
- Malvidine-3-O-coumaroylglucoside-acide pyruvique
- Malvidine-3-O-glucoside-acétaldéhyde
- Malvidine-3-O-acétylglucoside-acétaldéhyde
- Malvidine-3-O-coumaroylglucoside-acétaldéhyde
- Malvidine-3-O-glucoside-4-vinylcatéchol
- Malvidine-3-O-acétylglucoside-4-vinylcatéchol
- Malvidine-3-O-coumaroylglucoside-4-vinylcatéchol
- Malvidine-3-O-glucoside-4-vinylphénol
- Malvidine-3-O-acétylglucoside-4-vinylphénol
- Malvidine-3-O-coumaroylglucoside-4-vinylphénol
- Malvidine-3-O-caféoylglucoside-4-vinylphénol
- Malvidine-3-O-glucoside-4-vinylguaiacol
- Malvidine-3-O-acétylglucoside-4-vinylguaiacol
- Malvidine-3-O-coumaroylglucoside-vinylguaiacol
- Malvidine-3-O-glucoside-4-vinyl (épi) catéchine
- Malvidine-3-O-acétylglucoside-4-vinyl (épi) catéchine
- Malvidine-3-O-coumaroylglucoside-4-vinyl (épi) catéchine
- Miquélianine
- Myricétol
- Myricétol 3-glucoside
- Myricétol 3-glucuronide
- Oxovitisine A
- Pallidol
- Pélargonine (Pelargonidin 3,5-O-diglucoside)
- Péonidine-3-O-glucoside
- Péonidine-acétyl-3-O-glucoside
- Péonidine-3-(6-p-caffeoyl)-glucoside
- Péonidine-coumaroyl-3-O-glucoside
- Péonidine-3-O-glucoside-4-vinylcatéchol
- Péonidine-3-O-acétylglucoside-4-vinylcatéchol
- Péonidine-3-O-coumaroylglucoside-4-vinylcatéchol
- Péonidine-3-O-glucoside-4-vinylphénol
- Péonidine-3-O-acétylglucoside-4-vinylphénol
- Péonidine-3-O-coumaroylglucoside-4-vinylphénol
- Péonidine-3-O-glucoside-4-vinylguaiacol
- Peinidin-3-O-glucoside-4-vinyl (épi) catéchine
- Péonidine-3-O-acétylglucoside-4-vinyl (épi) catéchine
- Pétunidine
- Pétunidine-3-O-glucoside
- Pétunidine acétyl-3-O-glucoside
- Pétunidine coumaroyl-3-O-glucoside
- Pétunidine-3-O-glucoside-acide pyruvique
- Pétunidine-3-O-acétylglucoside-pyruvique
- Pétunidine-3-O-coumaroylglucoside-acide pyruvique
- Pétunidine-3-O-glucoside-4-vinylcatéchol
- Pétunidine-3-O-acétylglucoside-4-vinylcatéchol
- Pétunidine-3-O-coumaroylglucoside-4-vinylcatéchol
- Pétunidine-3-O-glucoside-4-vinylphénol
- Pétunidine-3-O-acétylglucoside-4-vinylphénol
- Pétunidine-3-O-coumaroylglucoside-4-vinylphénol
- Pétunidine-3-O-glucoside-4-vinylguaiacol
- Pétunidine-3-O-glucoside-4-vinyl (épi) catéchine
- Pétunidine-3-O-acétylglucoside-4-vinyl (épi)catéchine
- Acide phloroglucinique
- Picéatannol
- Piceïdes
- Pinotine A
- oligomères de procyanidines :
  - Procyanidine B1
  - Procyanidine B2
  - Procyanidine B3
  - Procyanidine B4
  - B1-3-O-gallate
  - B2-3-O-gallate
  - B2-3'-O-gallate
  - Procyanidine C1 (épicatéchine-(4β→8)-épicatéchine-(4β→8)-épicatéchine)
  - Procyanidine C2 (catéchine-(4α→8)-catéchine-(4α→8)-catéchine)
  - Procyanidine T2 (trimère)[46]
- Produit de réaction du raisin (GRP)
- Quercétine
- Quercétol glucoside
- Resvératrol
- Roburine A
- Roburine E
- Scopolétine
- Tyrosol
- Trimères de proanthocyanidines de type B
- Vanilline
- Vescalagine
- 4-Vinylphénol
- Vitisine A
- Vitisine B
- Vinylpyranomalvidine-3-O-glucoside-catéchine
- Vinylpyranomalvidine-3-O-coumaroylglucoside-catéchine
- Vinylpyranomalvidine-3-O-phénol
- Vinylpyranopetunidine-3-O-glucoside-catéchine
- Vinylpyranopeonidine-3-O-glucoside-catéchine
- Vinylpyranomalvidine-3-O-acétylglucoside-catéchine

## Effets des composés phénoliques dans le vin
Les composés phénoliques peuvent interagir avec les composés volatils et contribuer à la libération spécifique d'arômes dans un vin. Bien que les composés phénoliques soient supposés apporter des bienfaits antioxydants en consommant du vin, il n’existe aucune preuve à ce jour que les composés phénoliques du vin aient effectivement un effet chez l’homme,,.